# 山田清一
山田 清一（やまだ せいいち、1893年（明治26年）10月2日 - 1945年（昭和20年）8月15日）は、日本の陸軍軍人。最終階級は陸軍中将。

## 経歴
岐阜県出身。地主・山田利三郎の息子として生まれる。大阪陸軍地方幼年学校、中央幼年学校を経て、1914年（大正3年）5月、陸軍士官学校（26期）を卒業、同年12月、砲兵少尉に任官し野戦砲兵第20連隊付となる。陸軍砲工学校高等科を優等で卒業し、陸軍野戦砲兵射撃学校教官などを経て、1923年（大正12年）11月、陸軍大学校（35期）を優等で卒業。
1924年（大正13年）12月、陸軍省軍務局付勤務となり、軍務局課員、ドイツ駐在などを経て、1929年（昭和4年）8月、砲兵少佐に昇進。同年10月、軍務局軍事課員に就任し、整備局動員課員に異動。1933年（昭和8年）8月、砲兵中佐に進級。1936年（昭和11年）8月、陸軍野戦砲兵学校教導連隊長となり、1937年（昭和12年）8月、砲兵大佐に昇進し整備局整備課長に就任。1939年（昭和14年）1月、陸軍兵器本廠付となり、同年8月、陸軍少将に進級した。
1939年9月から1942年（昭和17年）4月まで整備局長に在任。同年4月、南方燃料廠長として太平洋戦争に出征した。1943年（昭和18年）6月、陸軍中将に進む。1944年（昭和19年）3月、南方燃料本部長となり、同年10月、第5師団長に親補された。インドネシア、カイ諸島の守備を担当し、セラム島で終戦を迎えた。敗戦の報に接し橘丸事件の責めを負い自決した。

## 親族
- 妻 山田勝枝 荒蒔義勝（陸軍中将）の娘[1]
- 義弟 荒蒔義次（陸軍中佐）・西浦和夫（陸軍大佐）[1]